# 市川市消防局
市川市消防局（いちかわししょうぼうきょく）は、千葉県市川市の消防部局（消防本部）。管轄区域は市川市全域。

## 概要
- 消防局本部：千葉県市川市八幡1丁目8-1（東消防署が同居）
- 管内面積：56.39km2
- 職員定数：520人
- 消防署4カ所、出張所6カ所
- 主力機械（2018年4月1日現在）
  - 普通消防ポンプ自動車：13
  - 水槽付消防ポンプ車：2
  - 軽消防車：1
  - はしご付消防自動車：2
  - 塔体付消防ポンプ車：1
  - 大型高所放水車：1
  - 泡原液搬送車：1
  - 化学消防自動車：3
  - 排煙高発泡車：1
  - 空気充填車：1
  - 隊員搬送車：2
  - 水槽車：2
  - 支援車：1
  - 救急自動車：16
  - 指揮車：4
  - 司令車：4
  - 連絡車：10
  - 資材搬送車：3
  - 消防艇：1
  - 救命艇：3
  - 救助工作車：4
  - 特別救助車：2
  - 小型動力ポンプ積載車：1
  - 小型動力ポンプ：105
  - 電源・照明車：1
  - 広報車：5
  - 赤バイ：4

【主力機械に関する参考文献：平成30年版消防防災年報

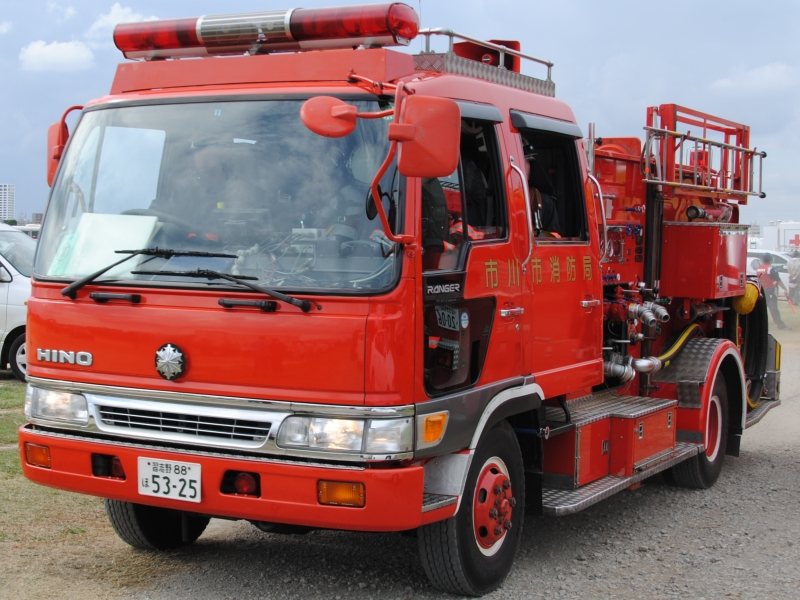
ポンプ車（廃車済み）
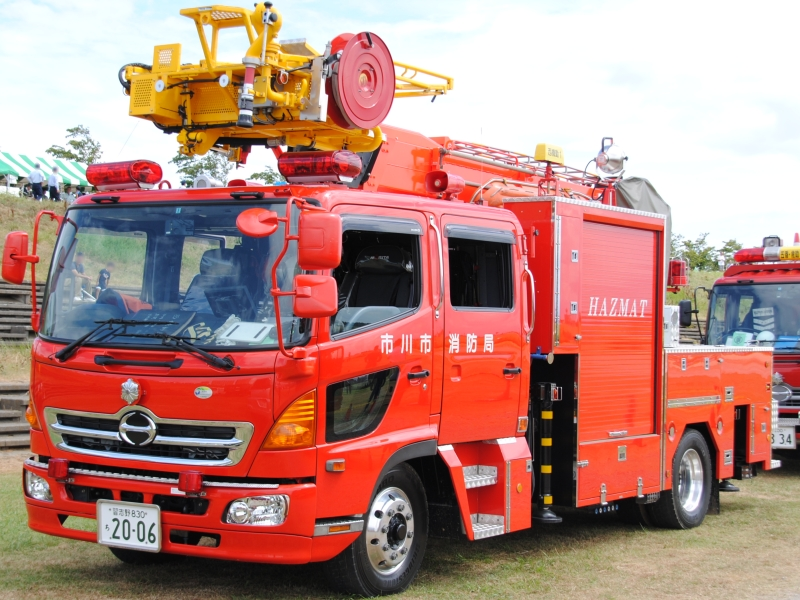
塔体付きポンプ車
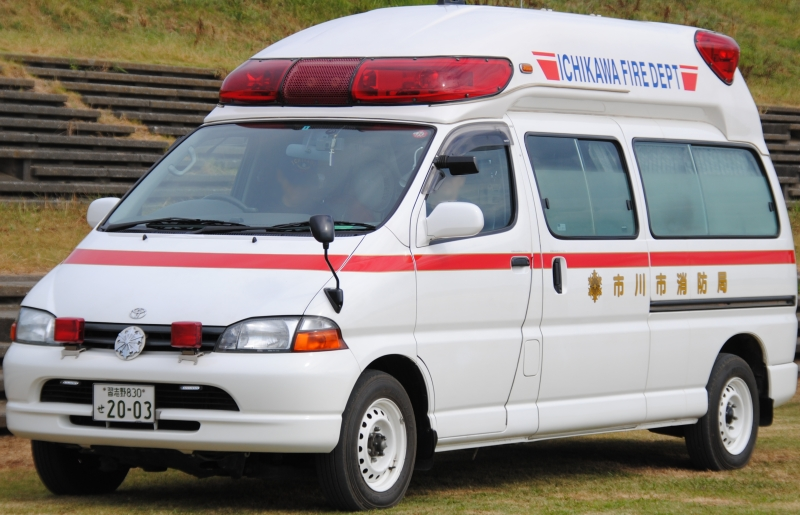
救急車（廃車済み）
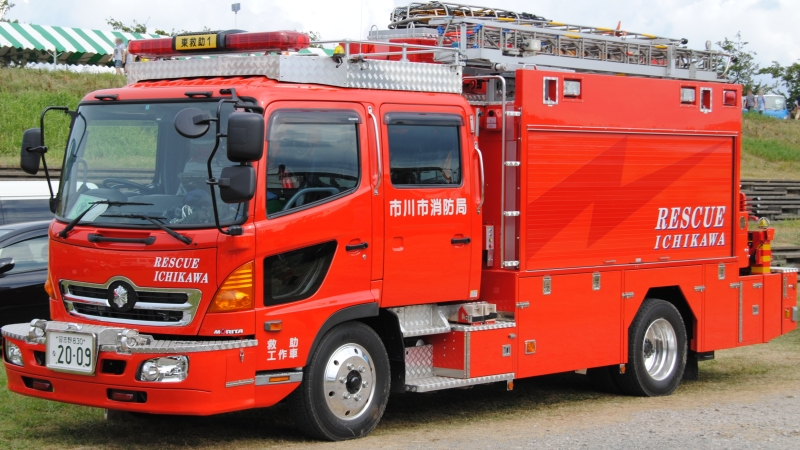
救助工作車
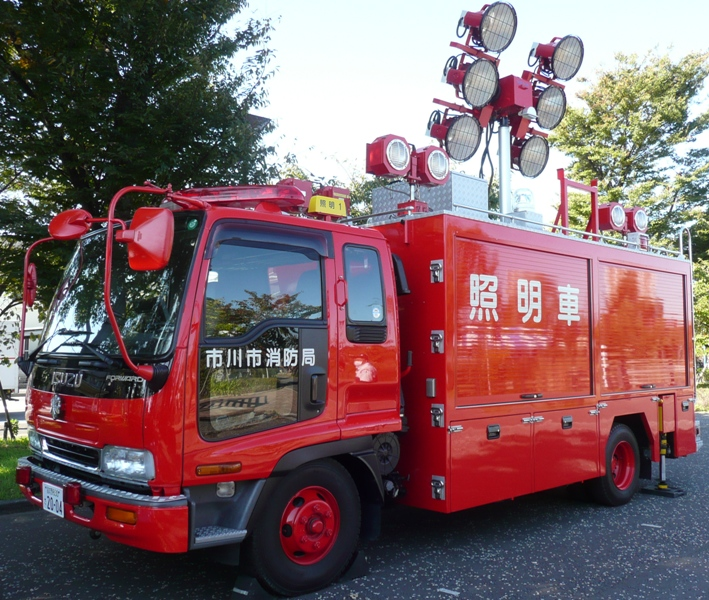
照明車（廃車済み）
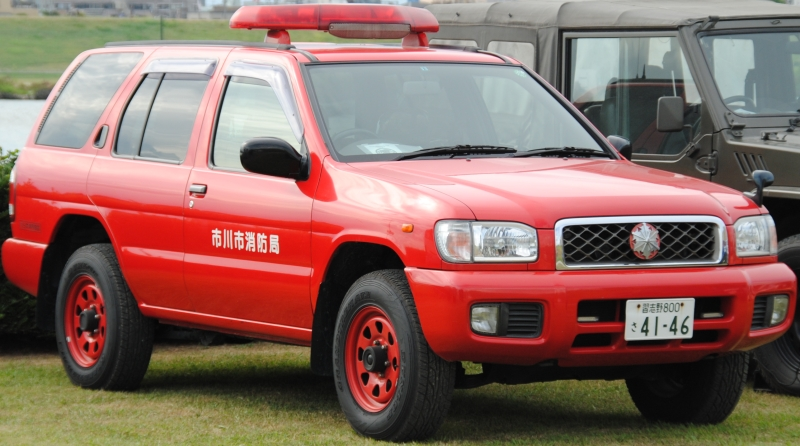
広報車
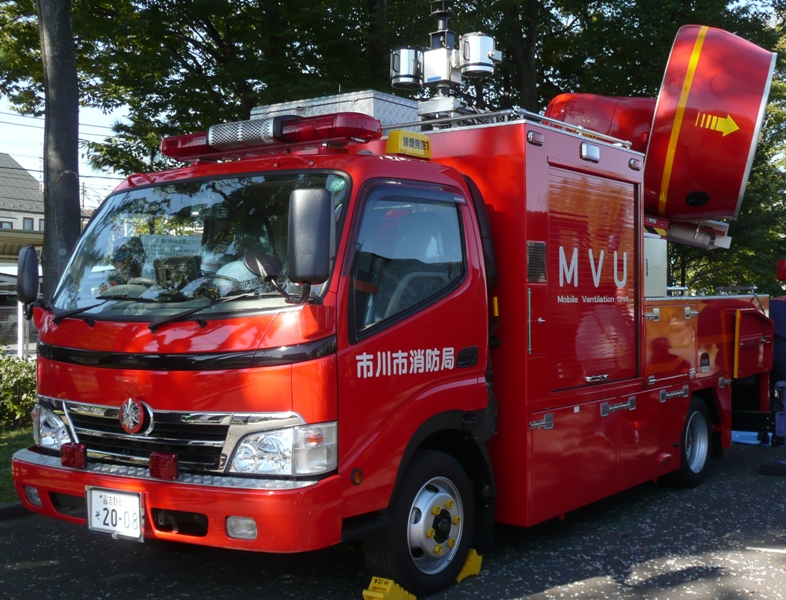
大型ブロアー車
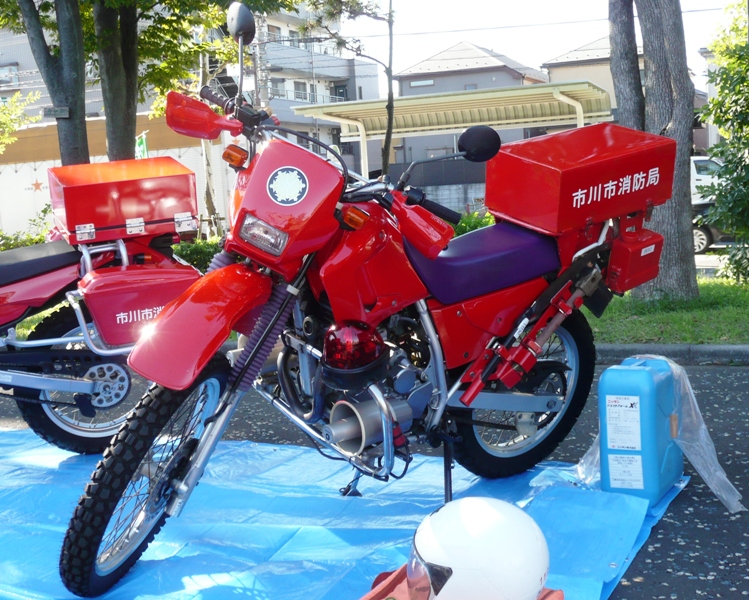
赤バイ

## 沿革
- 1948年12月24日 市川市消防本部を設置する。
- 1949年4月1日 市川市消防署を設置する。
- 1950年2月15日 市川分遣所を設置する。（1署1分遣所体制）
- 1950年12月25日 中山分遣所・根本分遣所を設置する。（1署3分遣所体制）
- 1951年11月1日 広小路分遣所を設置する。（1署4分遣所体制）
- 1952年5月13日 市川市消防音楽隊を結成する。
- 1953年11月22日 救急自動車を消防署に配備し、救急業務を開始する。
- 1955年9月5日 行徳分遣所を設置する。（1署5分遣所体制）
- 1957年3月28日 国府台分遣所を設置する。（1署6分遣所体制）
- 1960年11月2日 南行徳分遣所を設置する。（1署7分遣所体制）
- 1962年6月26日 消防本部に課制を導入する。
- 1963年5月30日 市川分遣所に広小路分遣所を吸収統合する。（1署6分遣所体制）
- 1963年12月29日 根本分遣所で救急業務を開始する。
- 1964年9月5日 市川分遣所跡地に消防本部・消防署庁舎を新築移転する。旧庁舎を八幡分遣所と改称する。（1署6分遣所体制）根本分遣所配備の救急自動車配置を八幡分遣所に配置替えする。
- 1965年3月10日 新田分遣所を設置する。（1署7分遣所体制）
- 1965年12月20日 行徳分遣所で救急業務を開始する。
- 1967年6月12日 高谷分遣所を設置する。（1署8分遣所体制）
- 1968年4月1日 高谷分遣所で救急業務を開始する。
- 1969年7月1日 中山分遣所で救急業務を開始する。
- 1970年4月1日 八幡分遣所が東消防署に昇格する。市川市消防署を西消防署に改称する。（2署7分遣所体制）
- 1970年9月8日 市川二丁目でタンクローリーからフッ化水素が漏出。現場に出動した署員13人が火傷による負傷[1]。
- 1972年11月28日 曽谷分遣所を設置し、消防・救急業務を開始する。（2署8分遣所体制）
- 1974年3月8日 根本分遣所を廃止する。（2署7分遣所体制）国府台分遣所で救急業務を開始する。
- 1974年10月19日 市川市消防本部を市川市消防局に改称する。
- 1978年4月1日 南消防署を設置し、南行徳分遣所を廃止する。（3署6分遣所体制）
- 1978年10月1日 曽谷分遣所が北消防署に昇格する。（4署5分遣所体制）
- 1984年11月3日 市川市消防歌を制定する。
- 1985年7月1日 消防局・東消防署を新築移転する。
- 1990年7月1日 消防署に課制を導入する。
- 1991年9月1日 西消防署が新庁舎で業務を開始する。
- 1993年5月7日 救急救命士の運用を開始する。
- 1994年4月1日 消防局に部制を導入する。
- 1997年3月1日 大野分遣所を設置し、消防・救急業務を開始する。（4署6分遣所体制）
- 1999年4月1日 分遣所を出張所に改称する。
- 1999年10月6日 市川市消防局の公式Webサイトを開設する。
- 1999年8月17日 トルコ共和国地震に国際消防救助隊を派遣する[2]。
- 2004年10月1日 新田出張所を新築移転し、大洲出張所に改称のうえ救急業務を開始する。
- 2004年10月23日 新潟県中越地震に緊急消防援助隊を派遣した。
- 2007年1月24日 全消防署・出張所へ高規格救急自動車の配備が完了する。
- 2008年5月15日 中華人民共和国四川大地震災害に対して国際消防救助隊員2名を派遣。
- 2011年3月14日 東日本大震災の被災地岩手県陸前高田市へ消防局から緊急消防援助隊27名を派遣し、消火・救助活動、後方支援を行った。
- 2013年4月1日 松戸市消防局内に設けた千葉北西部消防指令センターに通信指令業務を委託する[3]。
- 2014年4月1日 3型救助工作車の導入に伴い震災対応資機材等を装備し、高度な救助技術を身につけた高度救助隊が発足した[4]。
- 2015年9月11日 平成27年台風第18号に伴う平成27年9月関東・東北豪雨でも茨城県常総市に緊急消防援助隊として高度救助隊等8名を派遣。

【参考文献：2008年版消防年報（市川市消防局）】

## 組織
- 本部
  - 消防総務部：総務課、施設装備課、指令課
  - 警防部：予防課、警防課、救急課
- 消防署

## 消防署
| 消防署   | 住所                    | 出張所                               |
| -------- | ----------------------- | ------------------------------------ |
| 東消防署 | 八幡1-8-1（本部に同居） | 中山：北方3-10-11 高谷：高谷2023-10  |
| 西消防署 | 市川1-24-2              | 国府台：国府台1-6-8 大洲：大洲1-18-1 |
| 南消防署 | 行徳駅前4-6-19          | 行徳：本行徳12-10 広尾：広尾2-2-12   |
| 北消防署 | 大野町4-2161-4          | 曽谷：曽谷2-7-2                      |

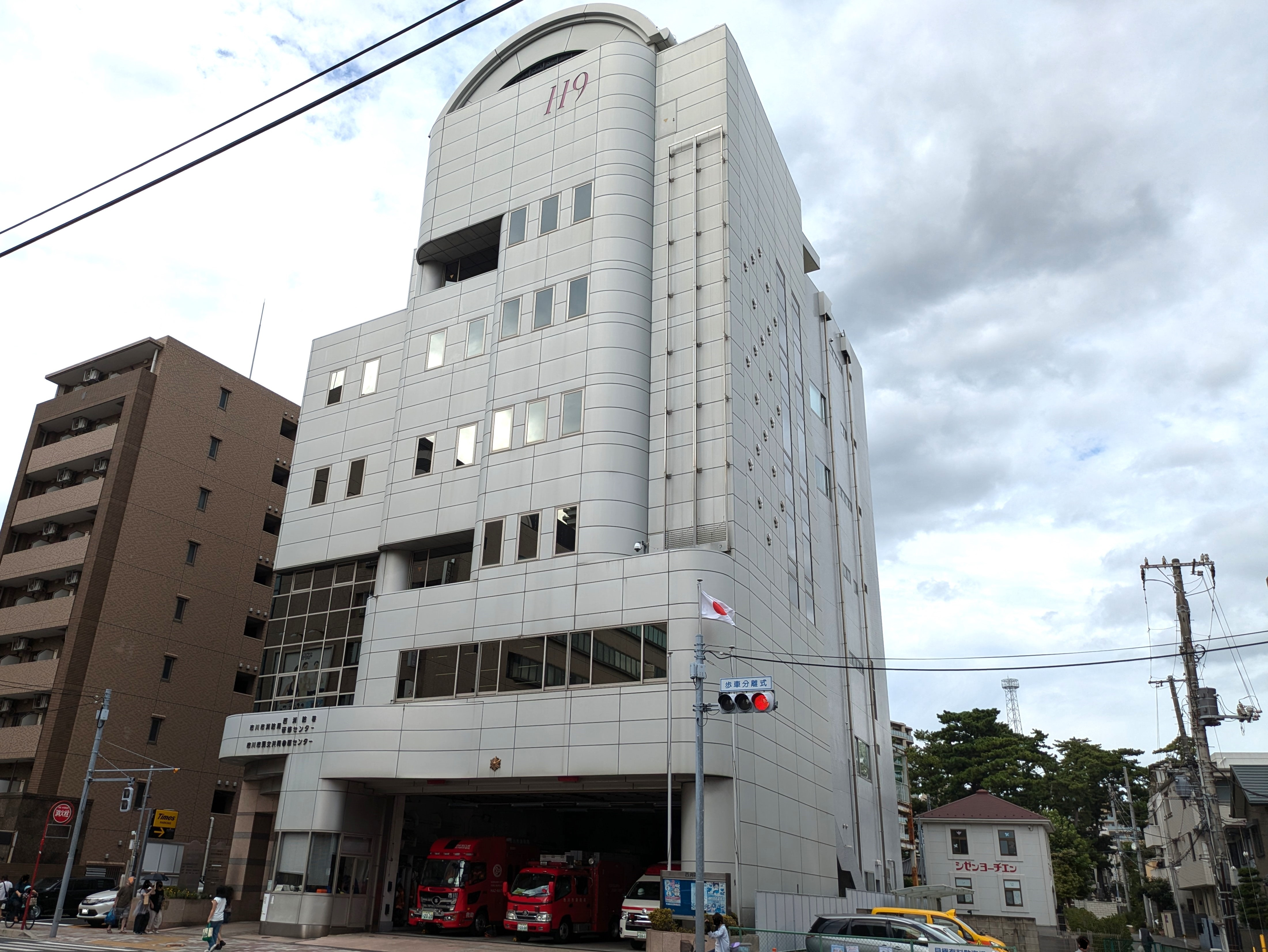
西消防署
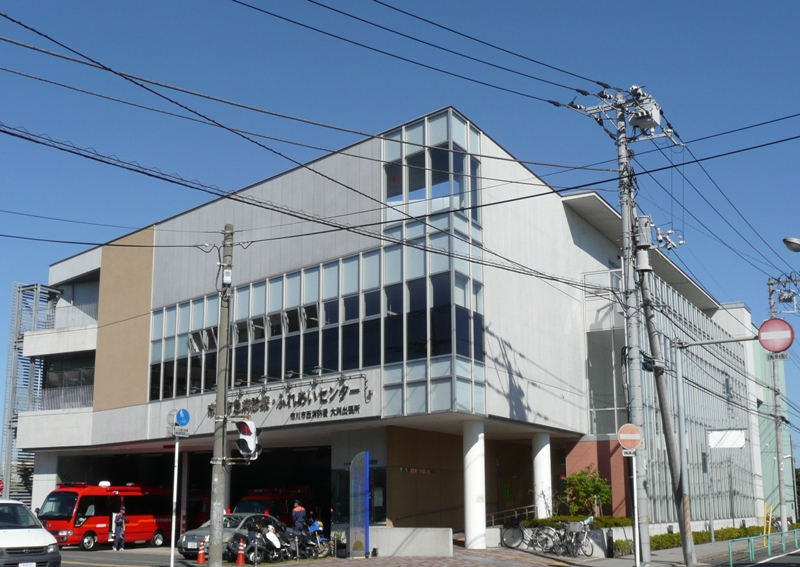
西消防署大洲出張所
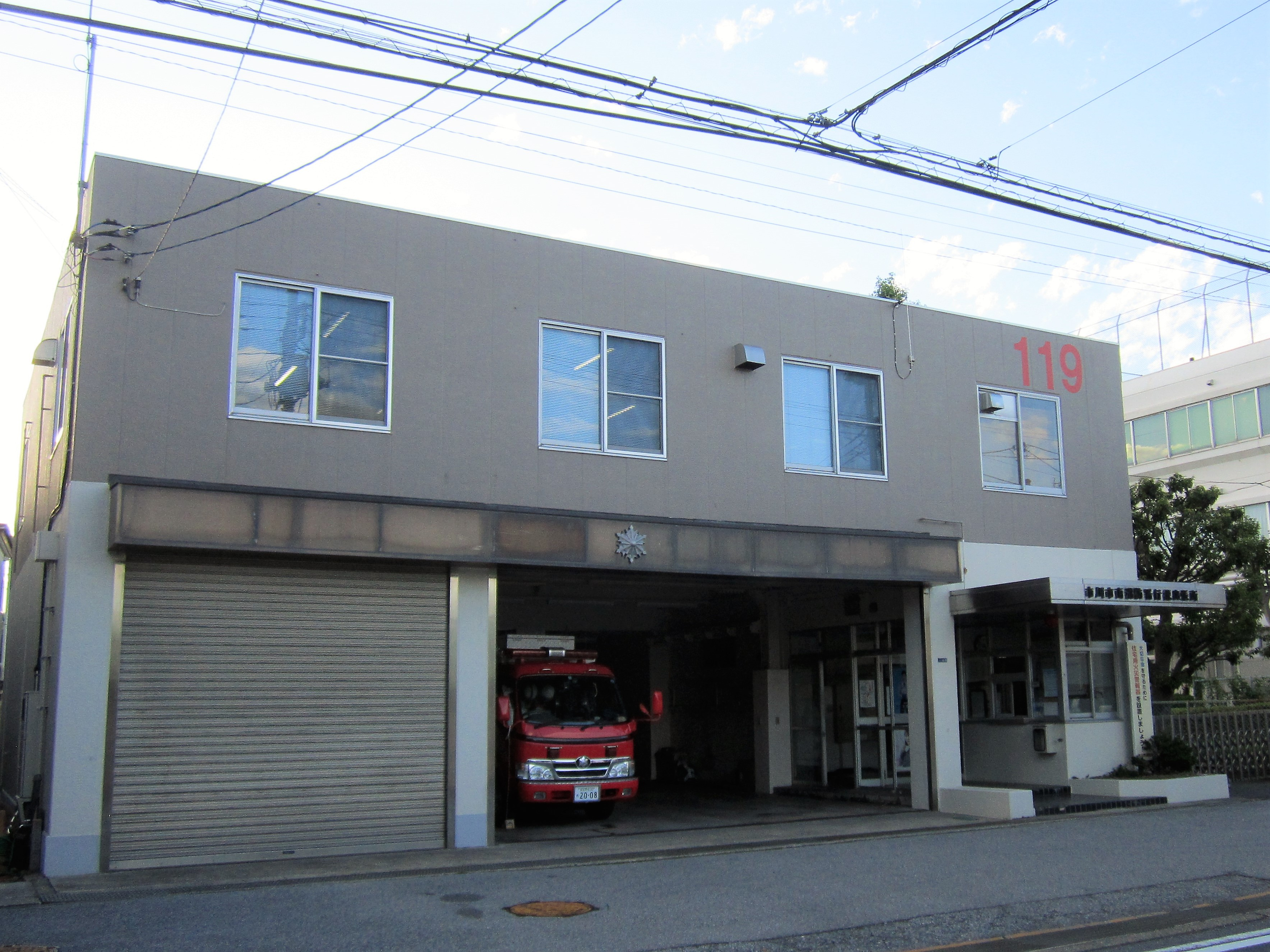
南消防署行徳出張所

## その他
消防音楽隊があり、隣の船橋市消防局音楽隊員とともに毎年中山競馬場で行われる皐月賞・スプリンターズステークス・ホープフルステークスのファンファーレ生演奏を担当する。
本部庁舎の望楼には「火の用心」の電光看板が四方に向けて掲げられている。夜間は一文字ずつ赤く点滅を繰り返し、遠くからは文字だけが宙に浮かんでいるように見える。